# Canon PowerShot A460
A Canon PowerShot A460 é uma câmera digital da linha Canon PowerShot A, capaz de capturar imagens de até 5 Megapixels e com zoom de até 4.0x.
Total de pixels: 5.0 megapixels. 
Design: arrojado. 
Tipo de visor: TFT Color LCD. 
Tamanho do visor: 2.0". 
Gravação de vídeo 
Gravação de áudio 
Microfone embutido 
Zoom digital: 4x (até 16x combinados). 
Zoom óptico: 4x. 
Função macro: 1 cm. 
Flash embutido 
Funções de visualização 
Efeitos especiais 
Redutor de olhos vermelhos 
Timer 
Datador 
Processador de imagem: DIG!C II. 
Ajustes da imagem 
Modos de cor 
Modos de balanço de branco: auto, preset (Daylight, Cloudy, Tungsten, Fluorescent, Fluorescente H), Custom. 
Modos de cena: auto, Câmera M, Portrait, Special Scene (Foliage, Snow, Beach, Fireworks, Underwater, Indoor, Kids e Pets, Color Accent, Color Swap), Night Snapshot, Digital Macro, My Colors, Stitch Assist, Movie. 
PictBridge: imprime diretamente em impressoras habilitadas para PictBridge. 
Menu: português. 
Disparador automático 
Disparos contínuos: 1.5 imagens por segundo. 
Desligamento automático 
CONTEÚDO DA EMBALAGEM: 
- 01 Câmera Digital; 
- 02 Pilhas Alcalinas; 
- 01 Cartão de Memória MMC de 16 MB; 
- 01 CD com Softwares Digital Câmera; 
- 01 Cabo USB; 
- 01 Cabo AV; 
- 01 Pulseira. 
```
DADOS TÉCNICOS
```

(sujeitos a alterações) 
· Alimentação: pilha. 
· Número de pilhas: 02. 
· Tipo de pilha: AA. 
· Tensão da pilha: 1,5V. 
· Modo de filmagem: AVI. 
· Tempo aprox. da filmagem: 23 segundos com cartão de 16MB em baixa resolução. 
· Formatos de arquivo de imagem: JEPG. 
· Lente: Canon 5.4-21.6 mm (Equivalente a 39-156 mm no formato 35 mm). 
· Obturador 
· Velocidade do obturador: 15-1/2000 seg. 
· Sensibilidade: ISO Auto, 80, 100, 200, 400 equivalente. 
· Alcance efetivo do flash: 
- Normal: 1.5-9.8ft. / 47cm-3.0m (W), 1.5-6.6 ft./ 47 cm-2.0 m (T); 
- Macro: 1.0-1.5 ft/ 30-47 cm (W/T) (when sensitivity set to ISO Auto). 
· Cartões de memória compatíveis: SD Card, SDHC Card, Multimedia Card. 
· Temporizador 
· Resoluções ajustáveis 
· Tempo de inicialização: 1 seg. 
· Modos de exposição 
· Requisitos do sistema: 
- PC e MAC. 
· Conexões: 
- USB 2.0; 
- Vídeo Out; 
- Áudio Out. 
Peso aprox. do produto: 165 gramas (somente o corpo da câmera). 
· Dimensões aprox. do produto (L x A x P): 10,6 x 5,18 x 4,02 cm.